# Benediction
Benediction is een Britse deathmetalband, opgericht in 1989 te Birmingham.
De band is altijd blijven acteren in de middenmoot van het genre. Het meest beroemd echter is de band vanwege het leveren van zangers (grunters) aan bekende bands als Napalm Death en Bolt Thrower en het huidige dienstverband van drummer Nicholas Barker, die furore maakte in bands als Cradle Of Filth en Dimmu Borgir.
In 2020 maakt Benediction een doorbraak met de teruggekeerde van Dave Ingram (die voorheen zijn grootste succes boekte met Bolt Thrower) op metalhit 'Stormcrow' van (Nuclear Blast Records) het album 'Scriptures' (2020) uit.

## Leden
- Dave Ingram – vocals (1990–1998, 2019–present)
- Darren Brookes – gitaar (1989–heden)
- Peter Rewinsky – gitaar (1989–heden)
- Nik Sampson – bass (2023–present)
- Gio Durst – drums (2019–heden)

## Voormalige leden
- Ashley Guest – drums (2013–2019)
- Frank Healy – bas (1992–2017)
- Ian Treacy – drums (1989–1993)
- Paul Adams – bas (1989–1991)
- Neil Hutton – drums (1994–2005, 2007–2013, 2019)
- Mark 'Barney' Greenway – vocals (1989–1990)
- Dave Hunt – vocals (1998–2019)

Nicholas Barker – drums (2005–2007)

## Discografie
- The Dreams You Dread – (Demo, 1989)
- Subconscious Terror – (1990)
- The Grand Leveller – (1991)
- Dark is the Season – (EP, 1992)
- Transcend the Rubicon – (1993)
- The Grotesque / Ashen Epitaph – (EP, 1994)
- The Dreams You Dread – (1995)
- Grind Bastard – (1998)
- Organised Chaos – (2001)
- Killing Music – (2008)
- Scriptures - (2020)